# 낭비성
포천 반월성은 삼국 시대인 4세기 후반~5세기 초반에 백제가 고구려를 방어하기 위하여 처음 쌓았던 것으로 추정된다. 이후 475년 고구려 장수왕이 백제를 공격하여 수도 한성(漢城)을 함락한 이후에는 고구려 영토에 편입되었다. 고구려는 소규모 부대를 주둔시켜 전방에 대한 연락이나 감시 역할을 수행하였을 것으로 보인다. 신라는 629년에 차지하였다.

## 개요
경기도 포천시 군내면 구읍리에 있는 삼국 시대 백제가 축조한 성벽

## 역사
백제영토였으나 장수왕때 고구려 영토가 되었고 진흥왕때 신라영토가 되었다.

## 낭비성
경기도 북부에 있다.